# 18286 Kneipp
18286 Kneipp este un asteroid din centura principală de asteroizi.

## Descriere
18286 Kneipp este un asteroid din centura principală de asteroizi. A fost descoperit pe 27 octombrie 1973 la Tautenburg de Freimut Börngen. El prezintă o orbită caracterizată de o semiaxă mare de 2,42 ua, o excentricitate de 0,15 și o înclinație de 3,3° în raport cu ecliptica.